# راديو مارس
راديو مارس إذاعة خاصة مغربية، تأسست سنة 2010 ومقرها بالدار البيضاء وهي تبث عبر موجة الآف آم على كامل التراب المغربي، وأيضاً يمكن الاستماع إليها عبر الأنترنيت.
و تركز برامجها بالأخص على الرياضة والموسيقى باللغتين الفرنسية والعربية وأيضاً اللغة الأمازيغية، وهي معنية بأخبار وأحداث كرة القدم المغربية والإفريقية والعالمية.

## أصل التسمية
يمكن تقسيم اسم مارس أي MARS باللغة الفرنسية، إلى مكونين هما : الكلمة MAR ، الذي يشير إلى الثلاث الأحرف الأولى لإسم المغرب باللغة الفرنسية المغرب وويضاف إلى الكلمة حرف S الذي يشير إلى الحرف الأول من كلمة الرياضة باللغة اللاتينية Sport ; وبذلك إذا جمعنا الكلمتين MAR + S نحصل على كلمة MARS . 
و لذلك فهي تعتبر الإذاعة الوحيدة المتخصصة في المجال الرياضي بالمغرب.

## مقدمو البرامج والصحفيون
- هشام الخليفي
- عادل العمري
- يسرا المنصوري
- شكري العلوي
- مراد متوكل
- لينو باكو
- حميد الرويسي
- عز الدين عمارة
- دنيا سراج
- هشام بن سعيد العلوي
- عصام بنجلون
- مهدي بن علال
- محمد خربوش
- حبابي العربي
- بلعيد بويميد
- أمين بيروق
- سارة مجاهد
- ليلى مناجيم
- جمال سطايفي
- زهير علوان
- كريم مراد
- محمد جردة
- كزافييه سانشيز
- يونس جودة
- محمد بوتوزاز
- عزيز مصطفى
- عزيز الكبلاوي
- مهدي بن علال
- ليلى منجم
- تلقي محمد
- بصري أيوب
- فخر الدين الراجحي
- عبد الحق السعدي
- عثمان ضيوف
- موسى نداو

## قائمة البرامج
- علماء مارس
- مارس أطاك
- مارس في الجهات
- المريخ الرياضي
- يوميات الأندية
- نايضة فمارس
- culture foot
- مباشرة من مارس
- تشكيلة مشكلة
- مكاينش غي لكورة

## الترددات
- الرباط : 96.5 MHz
- الدار البيضاء : 91.2 MHz
- سطات : 94.7 MHz
- الجديدة : 91.5 MHz
- فاس : 89.4 MHz
- مكناس : 90.7 MHz
- بني ملال : 91.6 MHz
- طنجة : 92.3 MHz
- الناظور : 100.7 MHz
- الحسيمة : 94.4 MHz
- وجدة : 97.7 MHz
- تازة : 107.1 MHz
- تازة : 100.1 MHz
- القنيطرة : 89.3 MHz
- تاونات : 92.1 MHz
- بوعرفة : 90.6 MHz
- تاوريرت : 94.2 MHz
- فجيج : 88.8 MHz
- كابو نيغرو - مضيق : 91.1 MHz
- خريبكة : 93.9 MHz
- إفران : 88.1 MHz
- خنيفرة : 95.6 MHz
- ميدلت : 90.1 MHz
- Targuist : 92.7 MHz
- Missour : 94.0 MHz
- مراكش : 98.2 MHz
- أغادير : 91.8 MHz
- العيون : 94.8 MHz
- الداخلة : 94.3 MHz
- آسفي : 94.8 MHz
- تطوان : 91.7 MHz
- ورزازات : 104.8 MHz
- الصويرة : 89.0 MHz